# Vavpetič
Vavpetič je priimek več znanih Slovencev:
- Lado Vavpetič (1902—1982), pravnik, politik, univ. profesor, akademik
- Ljudmila Vavpetič, glasbena pedagoginja
- Nežka Vavpetič, pevka zabavne glasbe
- Primož Vavpetič, fizik (nevrorazličen)
- Vid Vavpetič (*1934), šahist